# Steve McManaman
Steven McManaman (* 11. února 1972 Liverpool) je bývalý anglický profesionální fotbalista, který hrával na pozici záložníka za Liverpool, Real Madrid a Manchester City. Mezi lety 1994 a 2001 odehrál také 37 zápasů v dresu anglické reprezentace, ve kterých vstřelil 3 branky. Měl přezdívku Macca.
Roku 1997 byl v anketě Professional Footballers' Association vyhlášen nejlepším fotbalistou Anglie. Po skončení hráčské kariéry se stal televizním komentátorem pro Setanta Sports, ESPN a BT Sport.

## Klubová kariéra
S Realem Madrid dvakrát vyhrál Ligu mistrů (1999/00, 2001/02), jednou Superpohár UEFA (2002) a jednou Interkontinentální pohár (2002). Je též dvojnásobným mistrem Španělska (2000–01, 2002–03). S Liverpoolem získal FA Cup (1991–92) a Anglický ligový pohár (1994–95).

## Reprezentační kariéra
S anglickou fotbalovou reprezentací získal bronzovou medaili na mistrovství Evropy roku 1996. Na tomto turnaji byl federací UEFA zařazen do All-Stars týmu. Hrál též na světovém šampionátu roku 1998 a Euru 2000. Celkem za národní tým odehrál 37 utkání a vstřelil v nich 3 góly.